# Tweed Water Spaniel

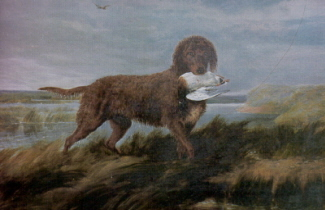
Water Spaniel (pintura de 1864)

El Tweed Water Spaniel, o Tweed Spaniel, es una raza de perro de agua originaria de Inglaterra extinta desde el siglo XIX. 
Es conocido por estar involucrado en el desarrollo temprano del perro perdiguero moderno revestido de pelo rizado y razas como la Golden retriever. Fueron descritos como perros atléticos generalmente marrones de la región de Berwick-upon-Tweed, cerca del río Tweed, cerca de la frontera escocesa y poco conocida fuera del área local. Esta raza pudo haber sido creada por el cruce de perros de agua locales con el "perro de agua de San Juan", también extinto.

## Historia
En el pueblo de Norham, Northumberland, al sur del río Tweed, se señaló como "muy famosa" una raza de perro de agua "invariablemente marrón".
En 1816, Richard Lawrence escribió acerca de los orígenes de la Tweed Water Spaniel: "A lo largo de las costas rocosas y declives terribles más allá de la unión del Tweed, con el mar de Berwick, perros de agua se han derivado de la adición de la fuerza, de la introducción de una cruz con el perro de Terranova, que se ha rendido completamente adecuada a las arduas dificultades y peligros diurnas en las que participan de manera sistemática". 
A pesar de que la cita se refiere específicamente a la raza de Terranova, en realidad es más probable que esto significa que la raza extinta de perro de agua de San Juan, que se refiere a veces por el lugar de su patria de Terranova y Labrador. 
Linda P. Case, de la Universidad de Illinois, especuló que el Tweed Water Spaniel fue llamado así porque fue desarrollado en la finca de Lord Tweedmouth y de hecho era simplemente el nombre original para una raza de perro que más tarde se convirtió en el actual Golden retriever. Sin embargo, esta teoría está en contra de la evidencia documentada, ya que el desarrollo temprano de la Golden Retriever fue plenamente documentado.